# Hetreulophus voltairei
Hetreulophus voltairei är en stekelart som beskrevs av Girault 1921. Hetreulophus voltairei ingår i släktet Hetreulophus och familjen puppglanssteklar. Inga underarter finns listade i Catalogue of Life.